# Diddy Kong Racing
Diddy Kong Racing — перегонова відеогра, розроблена компанією Rare і випущена для платформи Nintendo 64 у 1997 році. Після виходу гри наприкінці 1997 року всього за два тижні було продано близько 800 000 копій гри, завдяки чому вона на той чос потрапила до Книги рекордів Гіннеса. У 2007 році для Nintendo DS був випущений ремейк ігри.

## Геймплей
Гра складається з кількох світів, кожен з яких містить у собі кілька трас: звичайні заїзди з суперниками і перегони з босами. На багатьох трасах перед перегонами можна вибрати транспортний засіб: автомобіль, судн на повітряній подушці чи літак. На кожній трасі є бонуси, збираючи які, наприклад, можна тимчасово підвищити швидкість або влаштувати пастку супернику. Після проходження основного режиму гри відкривається другий режим гри з ускладненим геймплеєм — Adventure 2.

## Персонажі
Персонажі, доступні гравцеві:
- Дідді Конг
- Банджо
- Конкере
- Кранч
- Тіптап
- Тімбер
- Бампер
- Піпс
- Дрімстік
- Т. Т.

## Нагороди
У 1998 році на Interactive Achievement Awards Diddy Kong Racing була визнана найкращою консольною перегоновою грою.